# 天主教埃斯特城教區
天主教埃斯特城教區（拉丁語：Dioecesis Urbis Orientalis）是巴拉圭一個羅馬天主教教區，屬亞松森總教區。
教區成立於1968年3月25日，包括上巴拉那省和卡寧德尤省。2006年有教友700,000人（佔轄區總人口98.3&）、卅八個堂區、八十二名司鐸。目前教區主教處於出缺狀態：原教區主教羅赫略·普拉諾被指涉嫌包庇有性侵前科的神父而在2014年9月25日被撤職。